# Pacificabathynella sequoiae
Pacificabathynella sequoiae är en kräftdjursart som beskrevs av Horst Kurt Schminke och Noodt 1988. Pacificabathynella sequoiae ingår i släktet Pacificabathynella och familjen Bathynellidae. Inga underarter finns listade i Catalogue of Life.